# Konzervacija restauracija predmeta od bakra i njegovih slitina
Konzervacija restauracija predmeta od bakra i njegovih slitina je aktivnost posvećena zaštiti i očuvanju predmeta od bakra i njegovih slitina - znači prije svega  bronce i mjedi, i to kako povijesnih tako i arheoloških. Kod nas na ovim predmetima kulturne baštine rade državno ispitani ili školovani konzervatori restauratori metala.
Kroz povijest su objekti od bakra i njegovih slitina izrađivani za uporabu u religiozne, umjetničke, tehničke, vojne ili kućanske svrhe.
Sam čin konzervacije ovih predmeta teži prije svega ka usporavanju i sprečavanju propadanja, te zaštiti u svrhu očuvanja za buduće korištenje.
Prevencija i uklanjanje površinske nečistoće i korozijskih produkata primarni su cilj djelovanja konzervatora restauratora predmeta od bakra i njegovih slitina.  
Konzervator restaurator koji radi na predmetima od bakra ili njegovih slitina mora poznavati osnove povijesti i tehnologije obrade ovih materijala, kao i korozijske procese koji se najčešće javljaju na istima. Poželjna su i barem osnovna znanja o povijesti umjetnosti, arheologiji odnosno etnologiji ili tehnici zavisno kojim se materijalom pretežito bavi. Neizostavno je i poznavanje restauratorske etike, te suvremenih metoda rada na spomenutom materijalu. Također mora znati i barem osnovne pojmove vezane uz znanstvena ispitivanja ovih predmeta.

## Povijest

### Najvažnije bakrene slitine korištene u izradi predmeta kulturne baštine
- Bronca
- Mjed
- Novo srebro

### Bakrene slitine koje se rjeđe koriste u izradi predmeta kulturne baštine
- Shakudo
- Shibuichi
- Kuromido
- Tumbaga
- Crna korintska bronca
- Kupronikl

## Korozija
Od korozijskih procesa na povijesnim i arheološkim predmetima od bakra i njegovih slitina svakako treba izdvojiti onaj najpogubniji za predmete - cikličku kloridima induciranu koroziju, tkz. Bolest bronce.

## Konzervacija

### Povijesni predmeti

#### Dokumentacija
Dokumentacija mora uključivati detaljne podatke o stanju predmeta, te korištenim postupcima i materijalima prije, tijekom i nakon zahvata. Sastavni dio iste moraju biti i podaci o eventualnim znanstvenim istraživanjima provedenim na predmetu. U dokumentaciju mora biti uključena i preporuka o daljnjem održavanju objekta.

### Istraživanja
Danas su istraživanja integralni dio konzervatorskog tretmana metalnih predmeta kulturne baštine, barem u visoko razvijenim zemljama, kod nas su ona većinom još uvijek izuzetak a ne pravilo, posebice se ovo odnosi na naše muzeje-nažalost niti jedan od hrvatskih muzeja koji sakupljaju umjetničke, te tehničke, arheološke i etnografske predmete ne posjeduje istraživačku opremu, a ni potrebno osoblje.

#### Identifikacija metala i slitina
- Jednostavne metode - promatranje, spot testovi, specifična težina
- Znanstvene metode - XRF, XRD, PIXE, LIBS, SEM, elektrokemijske tehnike, metalografija

#### Identifikacija korozionih procesa i produkata
- Jednostavne metode - promatranje, spot testovi, Oddy test
- Znanstvene metode - XRD, SEM, metalografija, elektrokemijske tehnike

#### Identifikacija metalu pridruženih materijala
- Jednostavne metode - promatranje, spot testovi, specifična težina
- Znanstvene metode - XRF, kromatografija

#### Identifikacija tehnologije korištene za izradu predmeta
- Jednostavne metode - promatranje
- Znanstvene metode - metalografija, gamagrafija, tomografija

#### Donošenje odluka o potrebi i posljedicama zahvata
Poželjno je da kod donošenja ovih odluka učešće uzme što veći broj stručnjaka, kao minimum možemo uzeti povjesničara umjetnosti, stručnjaka za koroziju bakra, te konzervatora restauratora.

#### Čišćenje
| kemijsko | Elektokemijsko                    | Mehaničko | Ultrazvučno | Laser             | Plazma            |
| --- | --------------------------------- | --- | --- | ----------------- | ----------------- |
| Amonium citrat 5% / pH 9 Limunska kiselina 20% + 4% tiourea Fosforna kiselina 10 - 20 % + 1 % tiourea EDTA 4 % pH 10 Kalij natrij tartarat 25 % NaOH 120 g/40 g glicerol/1 lit vode Polimetakrilna kiselina 10-15 % pH 4,5 - 5,5 | NaOH 2-5%, anoda nehrđajući čelik | Mješavina taložene krede i vode Skalpel Mikropjeskarenje Čišćenje suhim ledom Ultrazvučno dlijeto Stlačeni vodeni mlaz | 4-6 g natrij karbonata /6-8 g natrij fosfata 10-12 natrij silikata 1 lit destlirane vode 2-5 minuta, isprati i ako treba ponoviti | Može se koristiti | Može se koristiti |

Kemijski ili termički patinirane, odnosno obojene predmete nipošto ne čistiti pomoću kemijskih otopina, već isključivo destiliranom vodom ili nekim nepolarnim otapalom, poput white spirita ili benzina, te eventualno mješavinom jestivog ulja i spomenutih. Kod javne bronačane plastike najpouzdanijim se danas smatra korištenje lasera, no rad sa skalpelom još uvijek predstavlja tradicionalnu, tehnološki i financijski manje zahtjevnu opciju.

#### Strukturalna konsolidacija
Mogu se koristiti vijci, zakovice, ljepjenje, tvrdo ili meko lemljenje, te zavarivanje.
Kod većih i složenijih brončanih skulptura pod ovim se zahvatom podrazumijeva i zamjena starih željeznih unutrašnjih kostrukcija novima od nehrđajućeg čelika ili bronce.

#### Stabilizacija
- benzotriazol

- 4 metil imidazol

#### Zaštitne prevlake
- lakovi - Paraloid B-72- Incralac - Ormocer - Everbrite Coating - Pantarol A

- voskovi - Renaissance Wax - Cosmolloid 80 H - TeCero Wachs 30410 - Dinitrol 4010

- kombinacije - osnovni sloj Paraloid B 72 + završni sloj Renaissance wax itd.

### Arheološki predmeti

#### Dokumentacija
Dokumentacija mora uključivati detaljne podatke o stanju predmeta, te svim korištenim materijalima i postupcima prije, tijekom i nakon zahvata. Sastavni dio iste moraju biti i podaci o eventualnim znanstvenim istraživanjima provedenim na predmetu. U dokumentaciju mora biti uključena i preporuka o daljnjem održavanju objekta. Kod arheološkog materijala poželjno je i da dio dokumentacije budu i napomene o nalaženju predmeta, sastavu i dubini tla u kom je nađen, odnosno dubini i vrsti vode, smjeru vodenih struja, količini i vrsti u vodi otopljenih plinova, kao i eventualnoj prisutnosti mikroskopskih i makroskopskih organizama u slučaju nalaza iz vode.

### Istraživanja
Danas su istraživanja integralni dio konzervatorskog tretmana metalnih predmeta kulturne baštine, barem u visoko razvijenim zemljama, kod nas su ona većinom još uvijek izuzetak a ne pravilo, posebice se ovo odnosi na naše muzeje-nažalost niti jedan od hrvatskih muzeja koji sakupljaju umjetničke, te tehničke, arheološke i etnografske predmete ne posjeduje istraživačku opremu, a ni potrebno osoblje.

#### Identifikacija metala i slitina
- Jednostavne metode - promatranje, spot testovi, specifična težina
- Znanstvene metode - XRF, XRD, PIXE, LIBS, SEM, elektrokemijske tehnike, metalografija

#### Identifikacija korozionih procesa i produkata
- Jednostavne metode - promatranje, spot testovi, Oddy test
- Znanstvene metode - XRD, SEM, metalografija, elektrokemijske metode

#### Identifikacija metalu pridruženih materijala
- Jednostavne metode - promatranje, spot testovi, specifična težina
- Znanstvene metode - XRF, kromatografija

#### Identifikacija tehnologije korištene za izradu predmeta
- Jednostavne metode - promatranje, spot testovi, specifična težina
- Znanstvene metode - metalografija, gamagrafija, tomografija

#### Donošenje odluka o potrebi i posljedicama zahvata
Poželjno je da kod donošenja ovih odluka učešće uzme što veći broj stručnjaka, kao minimum možemo uzeti arheologa upoznatog s temeljnim principima konzervacije predmeta, stručnjaka za koroziju bakra, te konzervatora restauratora.

#### Čišćenje
U principu koristimo isključivo mehaničko čišćenje (skalpel, mikromotor s raznim rotacionim alatima, mikropjeskarnik, ultrazvučno dlijeto itd.), čistimo do tkz.originalne površine, tj.sloja koji je nastao po napuštanju predmeta, nikako do čistog metala.

#### Strukturalna konsolidacija
U principu bi trebalo koristiti isključivo reverzibilne konsolidante, odnosno ljepila, poput primjerice ugušćene otopine Paraloida B 72.
Kao ojačanje možemo koristiti finu staklenu ili netkanu poliesternu tkaninu(Holytex, Reemay).

#### Stabilizacija
Zasada se u ove svrhe i dalje najčešće koristi benzotriazol.Treba naglasiti da se isti sumnjiči za kancerogenost te je bolje koristiti manje toksične zamjene za isti, primjerice 4 metil imidazol.U posljednje se vrijeme ispituju i razni biljni ekstrakti, kao i karboksilatne otopine, te DMO2, ovaj posljednji je razvijen u Italiji i zaštićen je patentom. Ruska literatura spominje i mogućnost korištenja amonijevog sulfida, te alkalne taninske otopineRadi se i na istraživanju stabilizacije predmeta pomoću mikroskopskih gljiva.

#### Zaštitne prevlake
- lakovi - Paraloid B-72 - Paraloid B-67

- voskovi - Renaissance Wax - Cosmolloid 80 H - Dinitrol 4010 - Tecero Wachs 30410

- kombinacije - osnovni sloj Paraloid B 72 + završni sloj Renaissance wax itd.

## Preventivna konzervacija
Predmete najbolje čuvati pri relativnoj vlazi zraka do 40 %.Arheološki materijal s aktivnim kloridima do 35 %.Predmete kod kojih su metalu pridruženi i organski materijali najmanje 45 %.Rasvjeta do 300 lx za isključivo metalne predmete, do 150 lx za lakirane ili obojene, te do 50 lx za predmete kod kojih je metalu pridružen svijetloosjetljiv materijal. Temperatura 10 - 15 C. Za rukovanje s predmetima obavezno koristiti pamučne ili polietilenske rukavice!
Što češće kontrolirati stanje predmeta posebice arheoloških!

## Školovanje konzervatora - restauratora metala u Hrvatskoj
- Umjetnička Akademija u Splitu, konzerviranje restauriranje metala predaje se na prvoj i drugoj godini od 1997.godine, a od 2011. pokrenut je i petogodišnji studij konzervacije restauracije metala.[15]Predavači konzervacije metala su bili M.Klarić,I.Donelli,V.Ljubić Tobisch te F. Rogošić,uz napomenu da je samo Valentina Ljubić Tobich bila zaista kompetentna za ovaj posao,školovala se na Fakultetu primijenjene umjetnost u Beču,gdje je i 2019. doktorirala,14 godina radila je kao voditeljica restauratorske radionice Tehničkog muzeja u Beču.

- Sveučilište u Dubrovniku, preddiplomski i diplomski studij konzervacije-restauracije metala (od 2005.).Nastavu su do 2013. vodili talijanski stručnjaci(Giancarlo Marini,samouki kipar i keramičar! /1936. – 2019./), nakon toga vodi je Kristina Kojan Goluža, školovana keramičarka, u nastavi je kao suradnik ,te mentor sudjelovala i osoba sa srednjom stručnom spremom.Danas  nastavu vode Josip Kralik i Marta Kotlar.[16][17][18][19]

Treba naglasiti da se nastava odvija u suradnji s Instituto per l arte e il restauro Palazzo Spinelli iz Firence, komercijalno orijentiranom institucijom, koja u svojoj matičnoj zemlji tek od 2014. imala pravo izvođenja petogodišnjeg studija, a studija konzervacije restauracije tek od 2015.
- Konzervacija metala predavala se i na Akademiji likovnih umjetnosti u Zagrebu, kao izborni predmet( predavač Mr. Art Dragan Dokić preminuo je početkom 2013.).[21][22]

## Zakonska regulativa i zaštita prava konzervatora metala u Hrvatskoj
Ako izuzmemo opće zakonske akte rad konzervatorsko-restauratorske službe, pa i konzervatora restauratora metala, uključujući i predmete od bakra odnosno njegovih slitina u Hrvatskoj danas prije svega određuju sljedeći propisi:
Za restauratore i restauratore tehničare koji rade u Hrvatskom restauratorskom zavodu,Hrvatskom državnom arhivu,Nacionalnoj i sveučilišnoj knjižnici,te samostalno,odnosno za restauratore i preparatore koji rade u muzejima:
- Pravinik o stručnim zvanjima za obavljanje poslova na zaštiti i očuvnaju kulturnih dobara te uvjetima i načinu njihova stjecanja (NN 104/19)

- Pravilnik o uvjetima za dobivanje dopuštenja za obavljanje poslova na zaštiti i očuvanju kulturnih dobara (NN 98/18)

### Knjige
- Selwyn, L.  Metals and Corrosion - A Handbook for the Conservation Professional, Ottawa 2004.

- Scott, D. A. Metallography and Microstructure of Ancient and Historic Metals, Santa Monica 1991.(online)

- Scott, D. A. Ancient and Historic Metals - Conservation and Scientific Research, Santa Monica 1994.(online)

- Scott, D. A. Copper and Bronze in Art - Corrosion, Colorants, Conservation, Los Angeles 2002.(online)

- Cronyn, J. M. The Elements of Archaeological Conservation, London 1990.

- Rodgers, B. The Archaeologist Manual for Conservation - A Guide to Non-toxic, Minimal Intervention Artifact Stabilization, New York 2004.

- La Niece, S. and Craddock, P. Metal Plating and Patination: Cultural, Technical and Historical Developments, Boston 1993.

### Knjige na drugim jezicima osim engleskog
- Berger, D. Bronzezeitliche Färbetechniken an Metallobjekten nördlich der Alpen, Halle 2012.(online)

- Meissner, B.;Doktor, A.;Mach, M.  Bronze und Galvanoplastik-Geschichte-Materialanalyse-Restaurierung, Dresden 2000.(online)

- Stambolov, T.;Bleck, R. D.;Eichelmann, N.  Korrosion und Konservierung von Kunst und Kulturgut aus Metall, Weimar I/1987.(online)  Arhivirana inačica izvorne stranice od 19. prosinca 2014. (Wayback Machine)

- Letardi, P.;Trentin, I.;Cutugno, G. Monumenti in bronzo all'aperto. Esperienze di conservazione e confronto., Genova 2004.

- Melucca Vaccaro, A.;De Palma, G. I Bronzi di Riace : restauro come conoscenza : 1: archeologia, restauro, conservazione/vol.1, Roma 2003.

- Born, H. Restaurierung Antike Bronzewaffen, Mainz 1993.

### Periodika i članci u zbornicima

#### Domaći članci
- Budija, Goran. Čišćenje, zaštita i održavanje umjetničkih predmeta i starina od bakra i njegovih slitina. // Vijesti muzealaca i konzervatora. 4 (2001.)

#### Strani članci
- Farnsworth, M. 1940. The Use of Sodium Metaphosphate in Cleaning Bronzes. Technical

Studies in the Field of Fine Arts. 9:21-24. 
- Аяосов а А., Смирнов а Д. Способы очистки изделий из бронзы, применяемые в Эрмитаже. — «Сообщения Эрмитажа», вып IV,Л., 1947, sтr. 20—24.

- Farnsworth М. The corrosion and cleaning of ancient bronze.— "Archaeology", London, 1949, V. II, № 1, str. 19—21.

- Orgaп R. М. The Washing 0f Treated Bronzes. — „The Museums Journal", L., 1955. v. 55, N 5, str. 112—120.

- Jedrzejewska, H. 1963. Some New Experiments in the Conservation of Ancient Bronzes. In Recent Advances in Conservation, edited by G. Thomson, pp. 135-139. Butterworths, London.

- Казанская К.П.

Некоторые методы химической очистки бронзы,Сообщения ВЦНИЛКР. № 13. - Moskva. 1964.(online)
- Казанская К.П., Трофимов Н.И.

О возможности применения гексамета-фосфата натрия и трилона «Б» для очистки археологических бронзовых предметов от продуктов коррозии (Практическая проверка)	,Сообщения ВЦНИЛКР. № 13. - Moskva. 1964.(online)
- Башкиров В.И., Петров Б.И.

Ультразвуковая очистка музейных объектов из металла,Сообщения ВЦНИЛКР. № 13. - Moskva. 1964.(online)
- MacLeod, I. D. 1987. Conservation of Corroded Copper Alloys: A Comparison of New and Traditional Methods for Removing Chloride Ions. Studies in Conservation 32:25-40.

- Roidl, E. Restaurierung- und Konservierungsmethoden bei Bronzen im Freien. Maltechnik-Restauro 4

(1987) 9.
- MacLeod, I. D., ‘Formation of marine concretions on copper and its alloys’, International Journal of Nautical Archaeology & Underwater Exploration 11 (1982) 267-275.

- Taylor, R. J., and I. D. MacLeod, ‘Corrosion of bronzes on shipwrecks: a comparison of corrosion rates deduced from shipwreck material and from electrochemical methods’,

Corrosion 41 (1985) 100-104.
- Oddy, W. A., and M. J. Hughes. 1970. The Stabilization of Active Bronze and Iron Antiquities by the Use of Sodium Sesquicarbonate. Studies in Conservation 15:183-189.

- Angelucci, S., P. Florentino, J. Kosinkova, and M. Marabelli. 1978. Pitting Corrosion in Copper and Copper Alloys: Comparative Treatment Tests. Studies in Conservation 24:147-156.

- Walker, R. 1979. The Role of Benzotriazole in the Preservation of Antiquities. In The Proceedings of the Symposium the Conservation and Restoration of Metals, Edinburgh, Scotland, March 1979, pp. 40-44. Scottish Society for Conservation and Restoration, Edinburgh

- Weisser, T. D. 1987. The Use of Sodium Carbonate as a Pre-Treatment for Difficult-to-Stabilize Bronzes. In Recent Advances in the Conservation and Analysis of Artifacts, edited by J. Black, pp. 105-108. Summers Schools Press, London.

- Eggert, G., "Qualitative Analyse von Kupferlegierungen durch den Restaurator" in Arbeitsblatter, Heft 2, Gruppe 2, Bronze, Mainz 1988.

- Ganorkar, M. C., V. Pandit Rao, P. Gayathri, and T. A. Sreenivasa Rao. 1988. A Novel Method for Conservation of Copper-Based Artifacts. Studies in Conservation 33(2):97-101.

- Piihringer, J., Johnsson, B. An alternative preservation method for corroded outdoor bronzes. [COM Committeefor Conservation Triennial Meeting, Dresden, Vol. 2 (1990) 748-753.

- Sherwood, S. The greening of American monuments: The roIe of atmospheric chemistry in the corrosion of outdoor bronzes. In Proc. Dialogue/89-, The conservation of bronze sculpture in the outdoor environment: A dialogue among conservators, curators, environmental scientists, and corrosion engineers, Houston, Texas, 1989. NACE (1992) 33.

- Marabelli, M. The environment and the future of outdoor bronze sculpture. some criteria of evaluation. In Proc. Dialogue/89-, The conservation of bronze sculpture in the outdoor environment: A dialogue among conservators, curators, environmental scientists, and corrosion engineers, Houston, Texas,

1989. NACE (1992) 161.
- Römich, H. New conservation methods for outdoor bronze sculptures. European CulturaI Heritage Newsletter on Research 7 (1993) 61-64.

- Robbiola, L., Fiaud, C. and Pennec, S. New model of outdoor bronze corrosion and its implications for conservation. (COM Committeefor Conservation 10th Triennial Meeting, Washington, Vol. 2)

(1993) 796-802.
- Otien Alego, V.;Heath, G.;Hallam, D.;Creagh, D. Electrochemical evaluation of the anti-corrosion performance of waxy coatings for outdoor bronze conservation, METAL 98 : proceedings of the international conference on metals conservation, Draugignan 1998.

- Robbiola, L., J-M. Blengino, and C. Fiaud. 1998.Morphology and mechanisms of formation of natural patinas on archaeological Cu-Sn alloys, Corrosion Science,

40, 12: 2083-2111
- Kreislova, K. - Knotkova, D. - Vlčkova, J.: Chemické

postupy čistění měděných a mosazných povrchů, Sborník z konzervátorského a
restaurátorského semináře. Brno 1998, s. 25 - 37.
- Šilhova, A.: Elektrochemická redukce korozních produktů bronzových

předmětů a jejich chemická analýza. In: Sborník z konzervátorského a
restaurátorského semináře konaného ve dnech 26 - 28. září 2000 v Písku. Brno 2000,
s. 83 – 96.
- Merck-Gould, L., ‘The Preservation of a Gilded Monumental Sculpture: Research and Treatment of Daniel Chester French’s Quadriga’ in Gilded Metals: History, Technology and Conservation, Archetype Publications, London (2000).

- Paterakis, A. B., ‘The corrosion of archaeological bronzes by acetic acid – recommendations’, in Metal 2007: Interim Meeting of the ICOM-CC Metal WG, Amsterdam, 17-21 September 2007, ed. C. Degrigny, R. van Langh, I. Joosten, Bart Ankersmit, Amsterdam (2007) 94-99.

- Degrigny, C., ‘The search for new and safe materials for protecting metal objects’, in Metals and museums in the Mediterranean, the PROMET project, ed. V. Argyropoulos, TEI Athens (2008) 179-235.

- Surface Preparation and Coating Application Practices for the Conservation of Large -Scale Metal Artifacts Justine Posluszny Bello, Patricia Miller, Mark Rabinowitz, Joseph Sembrat*, METAL 2010. conference proceedings, Charleston 2010.

- C Chiavari, E Bernardi, D Cauzzi, S Volta, M Chiara Bignozzi, B Lenza, S Montalbani, L Robbiola, C Martini:Influence of natural patinas of outdoor quaternary bronzes on conservation treatments, članak u METAL 2013., Edinburgh 2013., Conference proceedings

- B Brühl :Copper soaps on ethnographic and decorative art objects, članak u METAL 2013., Edinburgh 2013., Conference proceedings

- A Balboa, I Mestres, M Duran, J Fernàndez :.Restoration and archeometallurgical study of a Roman cauldron made of copper alloy, članak u METAL 2013., Edinburgh 2013., Conference proceedings

- D. Thickett Critical Relative Humidity Levels and Carbonyl Pollution Concentrations for Archaeological Copper Alloys, članak u METAL 2016., New Delhi 2017., Conference proceedings

- O. Oudbashi Corrosion Risk Assessment Approach in Archaeological Bronze Collections: From Burial to Long-Term Preservation Environments, članak u METAL 2016., New Delhi 2017., Conference proceedings

- M. Mortazavi Electrochemical Assessment of Chemical Cleaning of Archaeological Copper-Based Alloys Using Open Circuit Potential (Eoc), članak u METAL 2016., New Delhi 2017., Conference proceedings

- C. Devaud, E. Guilminot, S. Labroche, G. Baron Stabilization of Iron/Copper Composites: An Overview of Treatment Difficulties, članak u METAL 2016., New Delhi 2017., Conference proceedings

- L. Näsänen, L. Kasprzok, S. Cretté, N. González-Pereyra, D. Watkinson Feasibility of Subcritical Fluid Technology to Stabilize Archaeological Copper Alloy Artifacts, članak u METAL 2016., New Delhi 2017., Conference proceedings

- E.I..Parisi,N.Bonelli,R.Giorgi,M.A.Ingo,P.Baglioni Development of an innovative film‑forming cleaning system for the removal of corrosion products from copper alloy artifacts,ICOM-CC 18th Triennial Conference ,2017. Copenhagen

- Cristina Chiavari : Protection of Outdoor Bronzes with EcoFriendly and Non-Hazardous Coatings Based on Silane and Fluoropolymers: Results from the B-IMPACT Project, izlaganje na METAL 2019. konferenciji,Neuchatel

- Naima Gutknecht : Stabilisation of Archaeological Copper-Alloy Objects from Chloride-Induced Active Corrosion with Beauveria bassiana, izlaganje na METAL 2019.konferenciji ,Neuchatel

- Monica Galeotti : Does Dry-Ice Blasting Allow Safe and Effective Cleaning of Either Coated or Corroded Bronze Surfaces?,izlaganje na METAL 2019.konferenciji ,Neuchatel

- Cátia Viegas Wesolowska : Conservation of Saint George Killing the Dragon, a 16th-Century Gilt Copper Statue from Gdansk: A Collaborative Approach, izlaganje na METAL 2019.konferenciji ,Neuchatel

- Scarrone,C.;Scalarone,D.M.;Varallo,F.;Demelbauer,M.;Polli,T.  Treatment of Two Fanghu Vessels(1st century BC):Conservation Issues of Archaeological Painted Bronze,Članak u METAL 2022. Helsinki,Conference proceedings,Helsinki 2023.

- Pereira,M.J.;Fragoso,S.;Silva ,R.;Rodrigues,A.P.  The Enemy Within :Dezinfication and Cyclic Corrosion on a Brass Patinated Equestrian Sculpture, Članak u METAL 2022. Helsinki,Conference proceedings,Helsinki 2023.

## Vanjske poveznice
- International Copper Association
- Corrosion resistance of copper and copper alloys  Arhivirana inačica izvorne stranice od 1. studenoga 2012. (Wayback Machine)
- R.Faltermeier:A Corrosion inhibitor test for copper based artifacts
- R.Faltermeier:Colour changes induced when treating copper and cooper alloy artefacts with the corrosion inhibitors benzotriazole and amino-mercapto-thiadiazole
- MEDAL project  Arhivirana inačica izvorne stranice od 27. travnja 2012. (Wayback Machine)
- The conservation of tumbaga metals from Panama at the Peabody Museum, Harvard University
- METAL 2004-proceedings of conference  Arhivirana inačica izvorne stranice od 27. listopada 2011. (Wayback Machine)
- CCI Notes 9/3 The Cleaning,Polishing and Protective Waxing of Brass and Copper[neaktivna poveznica]
- L.B.Brostoff:Coating Strategies for the Protection of Outdoor Bronze Art and Ornamentation (thesis)
- Harisson,A. The Effect of Butvar B-98 on Bronze[neaktivna poveznica]
- Hornung,T.;Serotta,A.;Johnson,D. Technical Examination of a Bronze Ding  Arhivirana inačica izvorne stranice od 16. ožujka 2016. (Wayback Machine)
- Care and Handling of Bronze Objects  Arhivirana inačica izvorne stranice od 15. travnja 2016. (Wayback Machine)
- Bronze disease
- Boss,D.E.:Methodology for the conservation of large outdoor collections with disparate conditions,thesis
- Strandberg,H. Perspectives on Bronze Sculpture Conservation. Modelling Copper and Bronze Corrosion,thesis
- Marušić,K. Protection of patinated bronze by non toxic inhibitors,doktorska teza,Zagreb 2010.
- Markusi,M. ZAŠTITA BRONČANE KULTURNE BAŠTINE EKOLOŠKI PRIHVATLJIVIM INHIBITOROM KOROZIJE,Zagreb 2015.  Arhivirana inačica izvorne stranice od 25. rujna 2017. (Wayback Machine)
- Modern aspects of intergrated conservation science for bronze artifacts[neaktivna poveznica]
- Thomson,C. Last but not Least - Examination and intrepretation of coatings on brass hardware
- Barclay,R. Ethics in the Conservation and Restoration of Early Brass Instruments  Arhivirana inačica izvorne stranice od 16. prosinca 2010. (Wayback Machine)
- Bronze colloquium 2012. conference brochure  Arhivirana inačica izvorne stranice od 20. veljače 2015. (Wayback Machine)
- Herstellung und Konservierung der Bronzeplastik des Welttelegrafendenkmals in Bern  Arhivirana inačica izvorne stranice od 9. ožujka 2016. (Wayback Machine)
- Developing and testing a new generation of protective coatings for outdoor bronze sculpture[neaktivna poveznica]
- The Critical RH for the Appearance of  “Bronze Disease” in Chloride Contaminated Copper and Copper Alloy Artefacts  Arhivirana inačica izvorne stranice od 17. rujna 2012. (Wayback Machine)
- Creating a microclimate box for metal storage  Arhivirana inačica izvorne stranice od 20. veljače 2015. (Wayback Machine)
- The Restoration of Ancient Bronzes - Naples and Beyond
- Conservation and repair of bells and bellframes

Video zapisi
- Conserving Bronze: The Lamp with Erotes from Vani  Arhivirana inačica izvorne stranice od 20. kolovoza 2010. (Wayback Machine)
- Laser Cleaning of Bronze Eagle in Oak Park
- Erik Risser Describes the Conservation of the Apollo Saettante at the Getty Villa
- CoinScubber - Cleaning Ancient Coins
- Cleaning an Outdoor Sculpture Part I
- Parlament Wien, Quadriga, Restaurierung, Bronze
- Repatination of a Bronze WWII Memorial Plaque
- how to care for bronze sculptures
- Apoxyomenos de Croacia 5
- Bronze Age Fibula